# 78. ročník udílení Oscarů
78. ročník předávání Oscarů proběhlo 5. března 2006 v Kodak Theatre v Los Angeles a oceňovalo nejlepší filmové počiny roku 2005. Předávání začalo v 5:00 místního času. Ceremoniál byl původně naplánován o týden dříve, avšak kvůli zimním olympijským hrám 2006 musel být posunut. Jon Stewart se poprvé stal hostitelem. Mezi nejúspěšnější filmy se zařadily snímky Zkrocená hora, Gejša, Crash a King Kong, které dostaly tři ceny. Nejvíce nominací měl právě film Zkrocená hora. Oceněné vyhlašoval například Ben Stiller, Jennifer Aniston, Nicole Kidman, Morgan Freeman, Samuel L. Jackson nebo Charlize Theron.

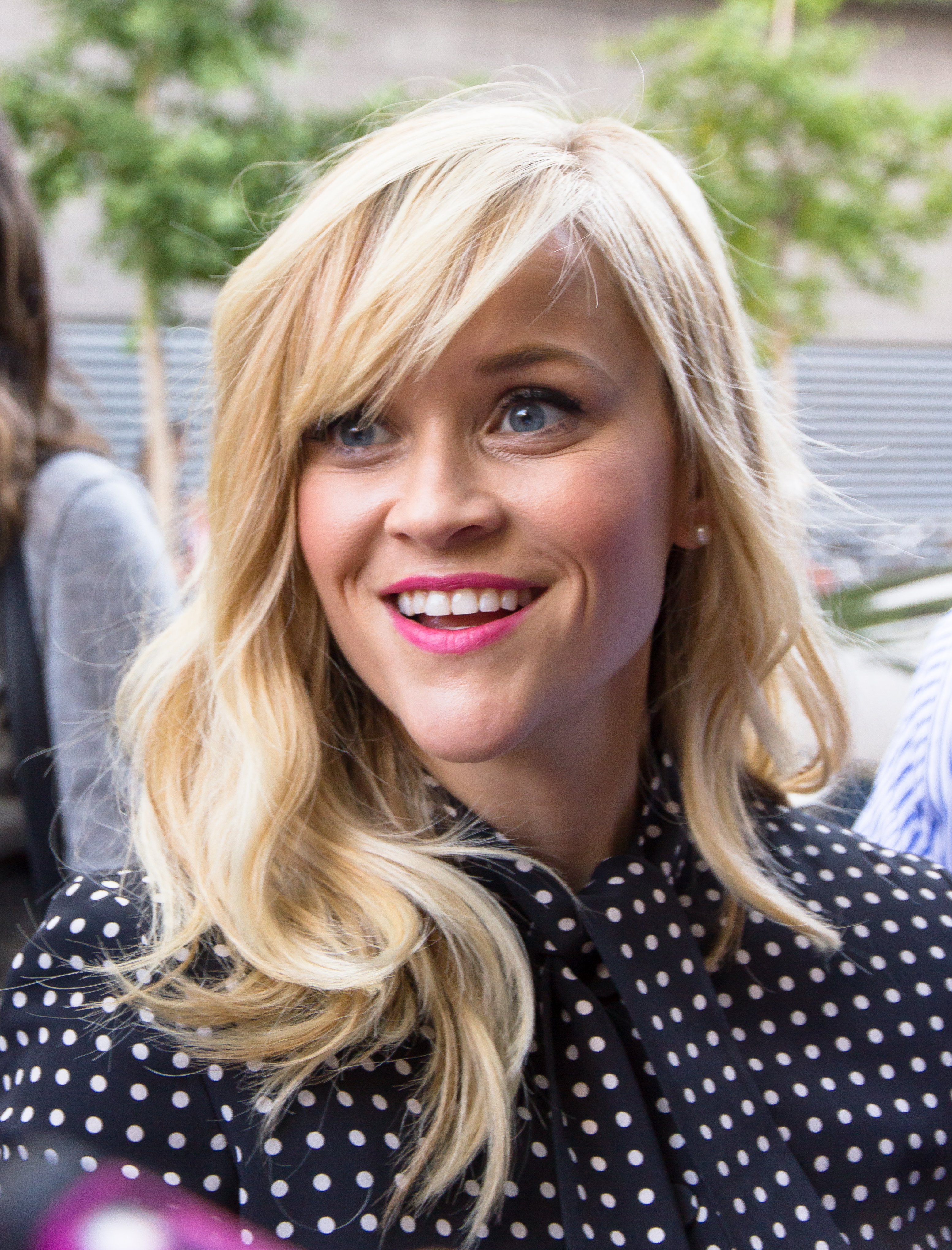
Držitelka ceny pro nejlepší herečku v hlavní roli: Reese Witherspoonová

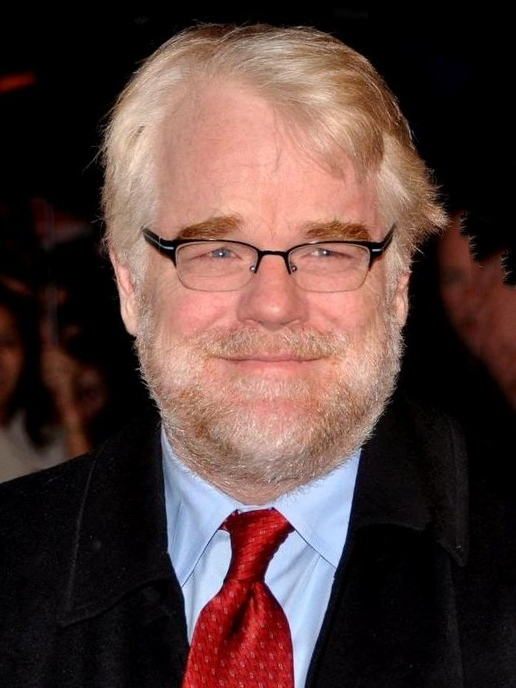
Philip Seymour Hoffman, držitel ceny pro nejlepšího herce v hlavní roli

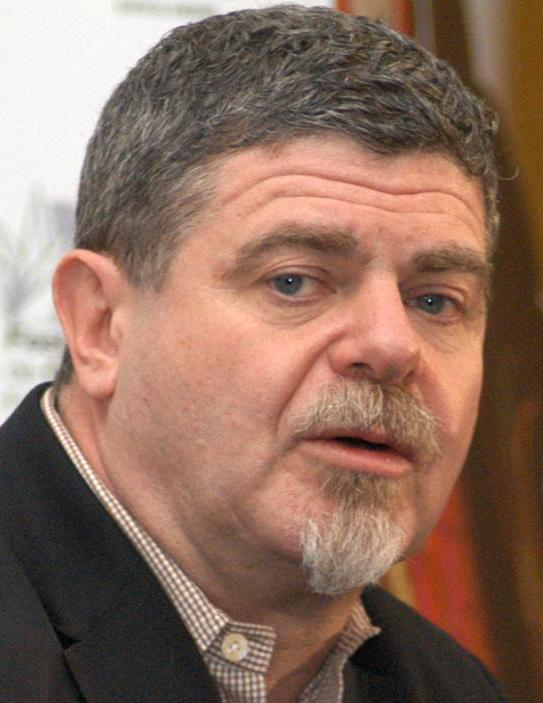
Gustavo Santaolalla, držitel ceny pro nejlepší hudbu

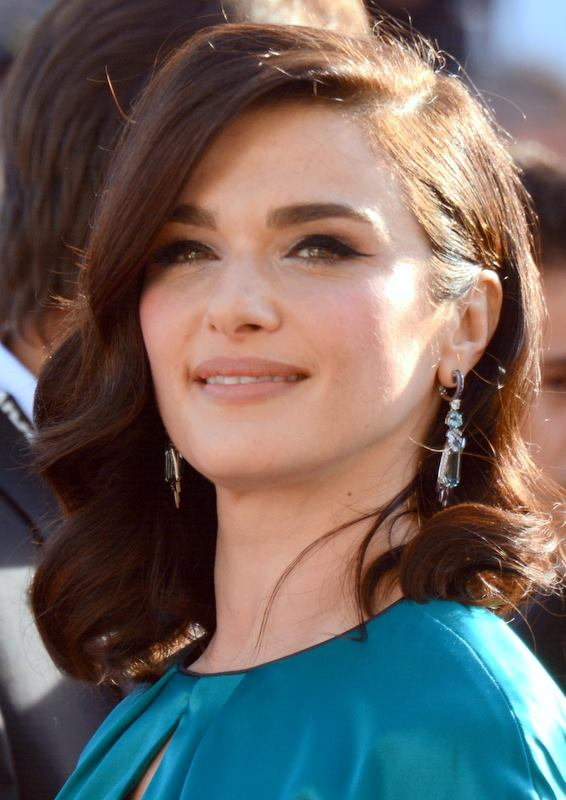
Nejlepší herečka ve vedlejší roli Rachel Weisz

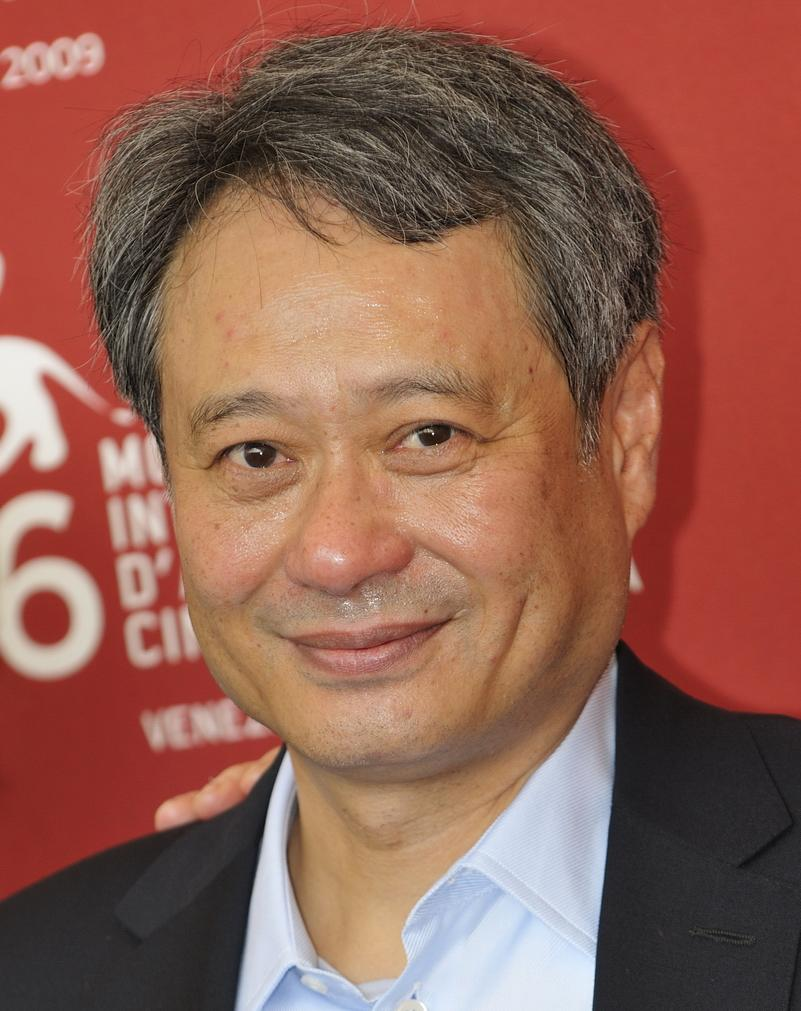
Ang Lee, držitel ceny pro nejlepší režii

## Ceny a nominace
Vítězové v dané kategorii jsou uvedeni tučně.
| Nejlepší film - Crash – Paul Haggis, Cathy Schulman - Zkrocená hora – James Schamus, Diana Ossana - Capote – William Vince, Michael Ohoven, Caroline Baron - Dobrou noc a hodně štěstí – Grant Heslov - Mnichov – Steven Spielberg, Kathleen Kennedy, Barry Mendel                                      | Nejlepší režie - Ang Lee – Zkrocená hora - Bennett Miller – Capote - Paul Haggis – Crash - George Clooney – Dobrou noc a hodně štěstí - Steven Spielberg – Mnichov |
| Nejlepší herec v hlavní roli - Philip Seymour Hoffman – Capote jako Truman Capote - Terrence Howard – Snaž se a jeď jako DJay - Heath Ledger – Zkrocená hora jako Ennis Del Mar - Joaquin Phoenix – Walk the Line jako Johnny Cash - David Strathairn – Dobrou noc a hodně štěstí jako Edward R. Murrow | Nejlepší herečka v hlavní roli - Reese Witherspoonová – Walk the Line jako June Carter Cash - Judi Dench – Show začíná jako Laura Henderson - Felicity Huffmanová – Transamerika jako Sabrina Osbourne / Stanley Schupak - Keira Knightleyová – Pýcha a předsudek jako Elizabeth Bennetová - Charlize Theron – Její případ jako Josey Aimes                                             |
| Nejlepší herec ve vedlejší roli - George Clooney – Syriana jako Bob Barnes - Matt Dillon – Crash jako důstojník John Ryan - Paul Giamatti – Těžká váha jako Joe Gould - Jake Gyllenhaal – Zkrocená hora jako Jack Twist - William Hurt – Dějiny násilí jako Richie Cusack                               | Nejlepší herečka ve vedlejší roli - Rachel Weisz – Nepohodlný jako Tessa Quayle - Amy Adams – Junebug jako Ashley Johnstenová - Catherine Keener – Capote jako Harper Lee - Frances McDormandová – Její případ jako Glory Dodge - Michelle Williamsová – Zkrocená hora jako Alma Beers Del Mar                                                                                          |
| Nejlepší původní scénář - Crash – Paul Haggis a Robert Moresco - Dobrou noc a hodně štěstí – George Clooney a Grant Heslov - Match Point – Hra osudu– Woody Allen - Sépie a velryba – Noah Baumbach - Syriana – Stephen Gaghan                                                                          | Nejlepší adaptovaný scénář - Zkrocená hora – Larry McMurtry a Diana Ossana - Capote – Dan Futterman - Nepohodlný – Jeffrey Caine - Dějiny násilí – Josh Olson - Mnichov – Tony Kushner a Eric Roth |
| Nejlepší animovaný film - Wallace & Gromit: Prokletí králíkodlaka – Nick Park a Steve Box - Zámek v oblacích – Hajao Mijazaki - Mrtvá nevěsta Tima Burtona – Mike Johnson a Tim Burton | Nejlepší cizojazyčný film - Tsotsi (Afrikánsky) – Gavin Hood - Bestie v srdci (italsky) – Cristina Comencini - Šťastné a Veselé (francouzsky) – Christian Carion - Ráj hned teď (arabsky) – Hany Abu-Assad - Poslední dny Sophie Schollové (německy) – Marc Rothemund |
| Nejlepší dokument - Putování tučňáků – Luc Jacquet a Yves Darondeau - Darwinova noční můra – Hubert Sauper - Enron: The Smartest Guys in the Room – Alex Gibney a Jason Kliot - Murderball – Henry-Alex Rubin a Dana Adam Shapiro - Street Fight – Marshall Curry                                       | Nejlepší krátký dokument - A Note of Triumph: The Golden Age of Norman Corwin – Corinne Marrinan a Eric Simonson - The Death of Kevin Carter: Casualty of the Bang Bang Club – Dan Krauss - God Sleeps in Rwanda – Kimberlee Acquaro a Stacy Sherman - The Mushroom Club – Steven Okazaki                                                                                               |
| Nejlepší krátký hraný film - Šestiraňák– Martin McDonagh - Ausreißer – Ulrike Grote - Cashback – Sean Ellis a Lene Bausager - Poslední farma – Rúnar Rúnarsson a Thor S. Sigurjónsson - Náš čas vypršel – Rob Pearlstein a Pia Clemente                                                                 | Nejlepší krátký animovaný film - The Moon and the Son: An Imagined Conversation – John Canemaker a Peggy Stern - Badgered – Sharon Colman - The Mysterious Geographic Explorations of Jasper Morello – Anthony Lucas - 9 – Shane Acker - Koncert pro jednoho – Andrew Jimenez a Mark Andrews                                                                                            |
| Nejlepší hudba - Zkrocená hora – Gustavo Santaolalla - Nepohodlný – Alberto Iglesias - Gejša – John Williams - Mnichov – John Williams - Pýcha a předsudek – Dario Marianelli | Nejlepší píseň - It's Hard out Here for a Pimp ze Snaž se a jeď –Jordan Houston, Cedric Coleman a Paul Beauregard - In the Deep z Crash – Kathleen York, Michael Becker a Kathleen York - Travelin’ Thru z Transamerika – Dolly Parton |
| Nejlepší zvukové efekty - King Kong – Mike Hopkins a Ethan Van der Ryn - Gejša – Wylie Stateman - Válka světů – Richard King | Nejlepší zvuk - King Kong – Christopher Boyes, Michael Semanick, Michael Hedges a Hammond Peek - Letopisy Narnie: Lev, čarodějnice a skříň – Terry Porter, Dean A. Zupancic a Tony Johnson - Gejša – Kevin O'Connell, Greg P. Russell, Rick Kline a John Pritchett - Walk the Line – Paul Massey, Doug Hemphill a Peter Kurland - Válka světů – Andy Nelson, Anna Behlmer a Ron Judkins |
| Nejlepší výprava - Gejša – John Myhre a Gretchen Rau - Dobrou noc a hodně štěstí – Jim Bissell a Jan Pascale - Harry Potter a Ohnivý pohár – Stuart Craig a Stephenie McMillan - King Kong – Grant Major, Dan Hennah a Simon Bright - Pýcha a předsudek – Sarah Greenwood a Katie Spencer               | Nejlepší kamera - Gejša – Dion Beebe - Batman začíná – Wally Pfister - Zkrocená hora – Rodrigo Prieto - Dobrou noc a hodně štěstí – Robert Elswit - Nový svět – Emmanuel Lubezki |
| Nejlepší masky - Letopisy Narnie: Lev, čarodějnice a skříň – Howard Berger a Tami Lane - Těžká váha – David Leroy Anderson a Lance Anderson - Star Wars: Epizoda III – Pomsta Sithů – Dave Elsey a Nikki Gooley                                                                                         | Nejlepší kostýmy - Gejša – Colleen Atwood - Karlík a továrna na čokoládu – Gabriella Pescucci - Show začíná – Sandy Powell - Pýcha a předsudek – Jacqueline Durran - Walk the Line – Arianne Phillips |
| Nejlepší střih - Crash – Hughes Winborne - Těžká váha – Mike Hil a Dan Hanley - Nepohodlný – Claire Simpson - Mnichov – Michael Kahn - Walk the Line – Michael McCusker | Nejlepší vizuální efekty - King Kong – Joe Letteri, Brian Van’t Hul, Christian Rivers a Richard Taylor - Letopisy Narnie: Lev, čarodějnice a skříň – Dean Wright, Bill Westenhofer, Jim Berney a Scott Farrar - Válka světů – Dennis Muren, Pablo Helman, Randal M. Dutra a Daniel Sudick                                                                                               |